# Joseph Schaff
 (janvier 2021).
Si vous disposez d'ouvrages ou d'articles de référence ou si vous connaissez des sites web de qualité traitant du thème abordé ici, merci de compléter l'article en donnant les références utiles à sa vérifiabilité et en les liant à la section « Notes et références ».
Pour les articles homonymes, voir Schaff.
Joseph Schaff, né le 9 novembre 1906 à Sarreguemines et mort le 15 juillet 1981 à Metz, est un homme politique français.

## Biographie
Orphelin de père à quatorze ans, Joseph Schaff termine ses études secondaires avant d'entrer comme employé de bureau à la SNCF. Il fait rapidement carrière dans cette entreprise et, en 1940, occupe un poste de contrôleur technique principal à la gare de Metz.
Au début de la Seconde Guerre mondiale, il s'engage dans l'armée puis, pendant l'Occupation, participe à la résistance.
A la Libération, il entre dans la vie politique en étant élu en octobre 1945 maire de Montigny-lès-Metz. Au même moment, il est candidat aux législatives sur la liste du MRP conduite par Robert Schuman, mais dans une position non-éligible.
Remonté en quatrième position lors du scrutin de juin 1946, il est élu député. Il sera réélu, dans les mêmes conditions, en novembre, puis en 1951 et enfin en 1956, année où il figure en deuxième position sur la liste. Il est aussi élu conseiller général de la Moselle, dans le canton de Pange.
Député actif, déposant de très nombreux textes et amendements, mais intervenant essentiellement sur des questions politiques secondaires, voire techniques, il est notamment rapporteur, en 1948, du projet de loi sur les indemnités des élus municipaux, et en 1955 sur plan de modernisation et d'équipement, pour lequel il défend ardemment les investissements ferroviaires et le tunnel du Mont-Blanc. Durant la Quatrième République, il dépose d'ailleurs vingt-huit textes portant sur la SNCF.
Il s'intéresse aussi à la circulation automobile, réclamant en 1954 une réforme du permis de conduire pour introduire un carnet de permis de conduire, ou en défendant, en 1951 et 1956, l'obligation d'assurance pour les automobilistes.
En 1950, il attire l'attention sur la situation de l'ancienne église de l'ambassade d'Allemagne, qu'il propose de confier à des pasteurs alsaciens ou mosellans officiant en allemand, afin d'éviter qu'elle ne soit un centre de propagande du nationalisme allemand, comme elle l'avait été dans l'entre-deux-guerres.
Il défend aussi les intérêts de son département, notamment la mise en navigabilité de la Moselle entre Thionville et la frontière, ou sur la situation des mosellans incorporés de force dans l'armée allemande pendant la seconde guerre mondiale.
En 1958, année qui voit le retour de l'élection au scrutin majoritaire, il est candidat dans la deuxième circonscription de Moselle. Arrivé en tête au premier tour, avec 39,8 % des voix, il est battu au second par le gaulliste Paul Mirguet, par 47,3 % contre 38,5 %, dans le cadre d'une quadrangulaire.
Il se concentre alors sur ses mandats locaux, sans perdre de vue la perspective de retrouver son siège de député, ce qu'il fait en 1962, prenant, avec 49,5 % des voix au second tour, sa revanche sur Mirguet.
A l'assemblée, il siège au sein du groupe du Centre démocratique. Toujours très actif, il intervient principalement sur la politique du logement et des infrastructures.
Dès le début des années 1960, il attire aussi l'attention du gouvernement sur la crise de la sidérurgie et des mines de fer de Moselle, et préconise un plan de reconversion industrielle.
Se situant dans une logique d'opposition constructive, il se voit proposer l'investiture gaulliste pour les législatives de 1967, mais la refuse. Il évite cependant de se présenter comme candidat du Centre démocrate, préférant l'étiquette de « démocrate indépendant ». Ce choix lui est profitable puisqu'après avoir frôlé l'élection dès le premier tour (48,2 % des voix), il l'emporte largement au second, avec 65,8 %.
Il s'apparente au groupe Progrès et démocratie moderne, avant d'y adhérer en 1968.
Cette année là, il perd son siège de député au profit du gaulliste Pierre Kédinger, qui l'emporte avec 54 % des voix au second tour.
En 1969, il rejoint le Centre démocratie et progrès, qui rassemble les centristes ralliés à la majorité du nouveau président Georges Pompidou. En 1973, il tente de retrouver son siège de député, mais n'obtient que 26,2 % des voix au premier tour, du fait de la concurrence d'un candidat se réclamant du Centre démocrate, qui se maintient au second tour, assurant la réélection de Kédinger.
Il se retire ensuite progressivement de la vie politique, quittant le conseil général en 1976. Il conserve son titre de maire de Montigny les Metz jusqu'au jour de son décès. C'est son 1er adjoint, Raymond Doerflinger, qui lui succède à ce poste.

## Détail des fonctions et des mandats
Mandats parlementaires
- juin 1946 - novembre 1946 : député de la Moselle à la 2ème assemblée constituante
- 28 novembre 1946 - 3 juillet 1951 : député de la Moselle (1ère législature de la IVe République)
- 5 juillet 1951 - 1er décembre 1955 : député de la Moselle (2ème législature de la IVe République)
- 19 janvier 1956 - 8 décembre 1958 : député de la Moselle (3ème législature de la IVe République)
- 6 déc. 1962 - 2 avril 1967 : député de la 2e circonscription de la Moselle (2ème législature de la Ve République)
- 12 mars 1967 - 30 mai 1968 : député de la 2e circonscription de la Moselle (3ème législature de la Ve République)